# Laurel und Hardy: Die Teufelsbrüder
Dick und Doof – Die Teufelsbrüder (Alternativtitel Die Teufelsbrüder, Vergiss deine Sorgen, Dick und Doof als Rekruten, Zwei Musketiere, Originaltitel Pack Up Your Troubles) ist eine US-amerikanische Filmkomödie des Komiker-Duos Laurel und Hardy aus dem Jahr 1932, es war außerdem der zweite Langfilm der beiden.

## Handlung
1917: Nach dem Eintritt der Vereinigten Staaten von Amerika in den Ersten Weltkrieg geraten Stan und Ollie widerwillig als „Freiwillige“ in die Armee. Sie versuchen sich zunächst vor dem Kriegseinsatz zu drücken, indem sie vorgeben, dass ihre Arme amputiert sind. Als der Rekrutierungs-Offizier ihnen aus Mitleid etwas Geld gibt, nimmt es Stan mit der Hand an und ihre Tarnung fliegt auf. Schon bei der Absolvierung ihrer Grundausbildung erregen die beiden durch ihre Tollpatschigkeit den Zorn der Vorgesetzten und werden zum Küchendienst abkommandiert. Dort bringen sie schon bald den cholerischen Regimentskoch Pierre gegen sich auf. Als sie Pierres ironische Bemerkungen wörtlich nehmen und den Küchenabfall in die Wohnung des Generals bringen, werden sowohl Stan und Ollie als auch Pierre vom General inhaftiert. Pierre droht Stan und Ollie im Gefängnis schreckliche Rache an. Nach der Entlassung freunden sich Stan und Ollie mit dem Soldaten Eddie Smith an, welcher privat Probleme hat: Seine Ehefrau hat ihn verlassen und nun ist er für ihr gemeinsames kleines Kind alleine verantwortlich.
Schließlich kommen Stan und Ollie an die Front. Sie haben sich unbeabsichtigt für ein Himmelfahrtskommando gemeldet. Dies bewältigen sie mit bewährter Tollpatschigkeit, indem sie mit einem Panzer, in dem sie sich eigentlich nur verstecken wollten, die feindlichen Linien aufrollen und zahlreiche Gefangene machen. Allerdings fällt ihr Freund Eddie Smith im Kampfeinsatz, sodass seine Tochter nun völlig alleine dasteht. Nach Kriegsende und ihrer Heimkehr in die USA beschließen die arbeitslosen Veteranen, sich um die hinterbliebene Tochter ihres verstorbenen Kriegskameraden zu kümmern. Sie wollen sie zu ihren ahnungslosen Großeltern bringen; allerdings wissen sie vom Großvater nur den Nachnamen: Smith – ein Name, den es unzählige Male gibt. Stan und Ollie befreien das Kleinkind aus der Obhut des bösen Pflegeonkels Jack, bei dem häusliche Gewalt gegen Frau und Kind alltäglich ist. Sie klappern in ungewöhnlich zielstrebiger Art – aber trotzdem erfolglos – sämtliche Adressen mit dem Namen „Smith“ ab. Einmal sorgen sie durch ihre Trotteligkeit dafür, dass eine High-Society-Hochzeit zum Skandal wird und platzt. Das niedliche Mädchen findet unterdessen Gefallen am Familienleben mit seinen beiden Betreuern und beginnt schon deren Verhaltensweisen nachzuahmen.
Unterdessen holt Onkel Jack – welcher weiterhin das Geld für Eddies Tochter kassieren möchte – die Wohlfahrtsbehörde zur Hilfe. Der herzlose Wohlfahrtsbeamte fordert Stan und Ollie auf, ihm das Kind zu geben, was diese vehement ablehnen und ihn mit Lebensmitteln aus ihrem fahrenden Hot-Dog-Wagen vollkleistern. Bei der Bank wollen sie sich für eine mögliche Flucht vor der Wohlfahrtsbehörde Geld leihen, wobei Stan und Ollie eher unabsichtlich zu Bankräubern werden. Die Polizei und der Wohlfahrtbeamte können schließlich Stan und Ollie aufspüren, welche verhaftet werden. Als Stan und Ollie schließlich vom Bankdirektor Mr. Smith als Bankräuber identifiziert werden sollen, stellt sich dieser als der lang gesuchte Großvater des Mädchens heraus. Es kommt zu einem glücklichen Treffen aller Beteiligten und der Bankdirektor verspricht dem Duo, dass sie für die Zukunft ausgesorgt haben.
Da tritt der Koch des Bankdirektors auf. Es ist ein alter Bekannter des Duos: Der Armeekoch Pierre mit seinem Küchenmesser, welcher die beiden unsanft nach draußen jagt.

## Hintergrund
- Die Dreharbeiten fanden im Mai 1932 statt. Regisseur George Marshall spielte auch die Rolle des Kochs Pierre.
- Für die Kriegsszenen wurden dem Filmteam Panzer und insgesamt 1000 Soldaten zur Verfügung gestellt.
- Der Boxer Smith, der den „Teufelsbrüdern“ dicke Nasen verpasst, wurde von dem realen, zu Beginn des 20. Jahrhunderts sehr populären Schwergewichtsboxer „Gunboat“ Smith (Edward J. Smyth) dargestellt, der unter anderem mit dem legendären Boxweltmeister Jack Dempsey im Ring gestanden hatte. Zudem hat Paulette Goddard vor ihrem Durchbruch einen kurzen Auftritt als Brautjungfer.

## Kritiken
Als der Film 35 Jahre nach seiner Uraufführung wieder im deutschen Kino zu sehen war, gelangte der Evangelische Film-Beobachter zu folgender Einschätzung: „‚Dick und Doof‘ […] bereiten auch in diesem anspruchsloseren frühen Film […] einigen Spaß.“ Das Lexikon des Internationalen Films urteilte: „Unbeschwerte Unterhaltung, die viel Situationskomik mit einigen vorzüglichen Gags, aber auch manchen allzu kitschig-sentimentalen Momenten verbindet.“

## Synchronisation
Es existieren vier deutsche Synchronfassungen. Die erste deutsche Synchronfassung entstand bei der IFU – Internationale Film-Union AG, Remagen. Volker Becker schrieb das Dialogbuch und führte Regie. Die zweite deutsche Synchronfassung entstand bei der Berliner Synchron. Werner Schwier schrieb das Dialogbuch und führte Regie. Die dritte deutsche Synchronfassung entstand bei der Beta-Technik, München. Heinz Caloué schrieb das Dialogbuch und führte Regie. Die vierte deutsche Synchronfassung entstand ebenfalls bei der Beta-Technik. Das Dialogbuch basierte auf der 1967er Übersetzung, die von Wolfgang Schick überarbeitet wurde, dieser führte auch Regie.
| Rolle                  | Darsteller      | Synchronsprecher (1952) | Synchronsprecher (1967) | Synchronsprecher (1972) | Synchronsprecher (1975) |
| ---------------------- | --------------- | ----------------------- | ----------------------- | ----------------------- | ----------------------- |
| Stan                   | Stan Laurel     | Walter Bluhm            | Helmut Ahner            | Walter Bluhm            | Walter Bluhm            |
| Ollie                  | Oliver Hardy    | Hermann Pfeiffer        | Gerd Duwner             | Bruno W. Pantel         | Michael Habeck          |
| Eddie Smith            | Don Dillaway    | ?                       | Joachim Pukaß           | ?                       | ?                       |
| Bankdirektor Smith     | Richard Tucker  | ?                       | Erich Fiedler           | ?                       | Herbert Weicker         |
| Onkel Jack             | Richard Cramer  | ?                       | Hans Wiegner            | ?                       | Günther Sauer           |
| Mr. Hathaway           | Billy Gilbert   | ?                       | Martin Hirthe           | ?                       | Martin Hirthe           |
| Falscher Eddie         | Grady Sutton    | ?                       | Arne Elsholtz           | ?                       | ?                       |
| Pierre (Koch)          | George Marshall | ?                       | Claus Holm              | ?                       | ?                       |
| US-General             | James Finlayson | ?                       | Werner Schwier          | ?                       | Leo Bardischewski       |
| Rekrutierungs-Sergeant | Tom Kennedy     | Paul Franke             | Hans W. Hamacher        | ?                       | ?                       |
| Drill-Sergeant         | Frank Brownlee  | Gerhard Geisler         | Paul Esser              | ?                       | ?                       |
| Verwirrter Polizist    | James C. Morton | ?                       | Curt Ackermann          | ?                       | ?                       |